# Untersteinbach (Rauhenebrach)
Untersteinbach ist ein Gemeindeteil der Gemeinde Rauhenebrach im unterfränkischen Landkreis Haßberge in Bayern. Untersteinbach ist Sitz der Gemeindeverwaltung.

## Geographie
Das Pfarrdorf Untersteinbach liegt im Norden des Steigerwaldes im Tal der Rauhen Ebrach, eines linken Zuflusses der Regnitz, auf 310 m ü. NHN. Die Staatsstraße 2274 verbindet Untersteinbach mit Wustviel (1,9 km westlich) und Theinheim (2,5 km östlich). Zudem führt die Staatsstraße 2258 nach Karbach (1,7 km nördlich) und Koppenwind (2 km südlich). Die Kreisstraße HAS 17 verbindet Untersteinbach mit Obersteinbach.

## Geschichte
Untersteinbach wurde 1303 erstmals in einem Feudal- und Belehnungsbuch der Würzburger Bischöfe als Steinbach erwähnt. Zu Beginn des 17. Jahrhunderts kam der Ort zum Bistum Würzburg. Die alte Linde im Ortszentrum wurde anlässlich Errichtung der Pfarrei zu Beginn des 17. Jahrhunderts gepflanzt und ist damit über 400 Jahre alt. Sie sollte bereits 1911 gefällt werden, steht aber bis heute und ist ein Naturdenkmal. Im Jahr 1913 wurde neben der Linde ein Denkmal für Luitpold von Bayern errichtet.
Im Zuge der Gebietsreform in Bayern schloss Untersteinbach sich am 1. Juli 1972 freiwillig mit den Gemeinden Falsbrunn, Fürnbach, Geusfeld, Karbach, Koppenwind, Obersteinbach, Theinheim und Wustviel zur neuen Gemeinde Rauhenebrach zusammen.

## Religion
Die katholische Kirche St. Vitus geht auf das 14. Jahrhundert zurück. Das heutige Langhaus wurde erst Anfang der 1970er-Jahre errichtet, nachdem das vorherige Gebäude zu klein geworden war. Der spätgotische Kirchturm erhielt seine heutige Gestalt im 17. Jahrhundert. Zu Beginn des 17. Jahrhunderts verlegte Julius Echter von Mespelbrunn die Pfarrei von Wustviel nach Untersteinbach. Die Pfarrei gehört der Pfarreiengemeinschaft Heilig Geist Rauhenebrach an. Im Jahr 2001 wurde neben der Untersteinbacher Kirche das Pfarrheim der Pfarrgemeinschaft errichtet.

## Kultur
In der Liste der Baudenkmäler in Rauhenebrach sind für Untersteinbach 17 Baudenkmäler aufgeführt.

## Persönlichkeiten
- Edmund Löffler (1900–1998), Komponist